# Европейска конвенция за защита правата на човека и основните свободи
Европейската конвенция за защита правата на човека и основните свободи (съкращавана като ЕКЗПЧОС или само ЕКПЧ) е основополагащ акт и правен инструмент на Съвета на Европа.
Тя е международен договор, подписан през 1950 г. и влязъл в сила през 1953 г. за страните-учредителки на Съвета на Европа. Конвенцията създава неотменими права и свободи за всички и задължава държавите присъединили се към нея да гарантират тези права на всеки човек, който е под тяхна юрисдикция. Основната разлика между Конвенцията и останалите международни договори за правата на човека е създадения въз основа на нея и съществуващ механизъм за защита на декларираните права – Европейският съд по правата на човека, който разглежда индивидуални жалби от граждани на страните присъединили се към нея за нарушения на конвенцията.
Страни-членове по конвенцията са всички държави от Съвета на Европа. Новите страни-членки, са задължени да я подпишат при присъединяването си към Съвета на Европа и съответно да я ратифицират в срок от една година от присъединяването си. Към Конвенцията има изготвени протоколи за изменението и/или допълнението ѝ, които се подписват и ратифицират от страните-членки по ред предвиден в тях.